# Pavol Jantausch

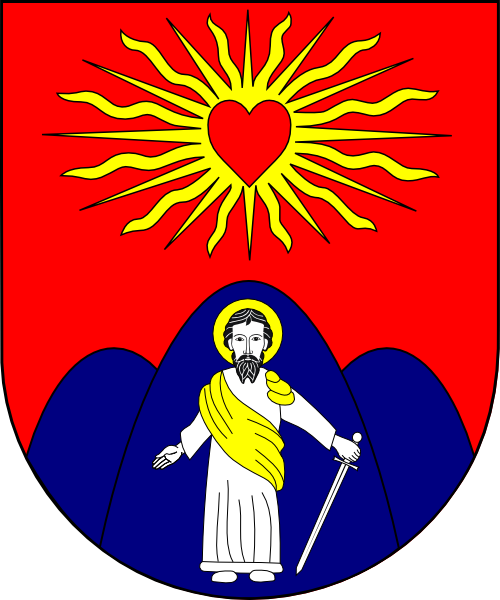
Znak biskupa Jantausche

Pavol Jantausch (27. červen 1870, Vrbové – 29. červen 1947, Trnava) byl slovenský římskokatolický biskup.

## Životopis
Studoval na gymnáziu v Trnavě, Bratislavě a Ostřihomi. Odmaturoval v Trnavě 15. června 1889. Teologii studoval na Pázmaneu ve Vídni a studium zakončil doktorátem. Za kněze byl vysvěcen 21. září 1893. Byl kaplanem v Topolčanech, Smolenicích, Bojné a v Bratislavě-Blumentáli. Dne 15. února 1899 byl jmenován faráře do Dubové při Modre. Odtud byl přeložen 15. března 1906 za faráře do Ludanice.
Dne 29. května 1922 ho papež Pius XI. jmenoval správcem slovenské části Ostřihomského arcibiskupství s funkcí apoštolského administrátora v Trnavě, kde byl 14. června 1925 konsekrovaný (vysvěcen) za biskupa jako titulární biskup prienenský. V roce 1936 se přičinil o otevření Římskokatolické bohoslovecké fakulty Univerzity Komenského v Bratislavě. V roce 1938 se zasloužil o zřízení Biskupského gymnázia v Trnavě. Ve svém rodišti ve Vrbovém dal v roce 1930 vybudovat klášter premonstrátek a další z jeho iniciativy vznikl v Dvorníkách u Hlohovce. Trnavskou apoštolskou administraturu vedl až do své smrti 29. června 1947. Pohřben je ve svém rodišti – ve Vrbovém.